# Gustaf Mattsson
Gustaf Isidor Mattsson (Länna, Uppsala, 8 de setembre de 1893 - Sundbyberg, 15 de gener de 1977) va ser un atleta suec que va competir a començaments del segle xx.
El 1920 va prendre part en els Jocs Olímpics d'Anvers, on va disputar tres proves del programa d'atletisme. En el cros per equips guanyà la medalla de bronze, formant equip amb Eric Backman i Hilding Ekman, mentre en el cros individual fou desè. La tercera prova que disputà fou la dels 3.000 metres obstacles, que finalitzà en quarta posició. Va guanyar el campionat suec dels 20 km en tres ocasions, el 1920, 1924 i 1925.

## Millors marques
- 3.000 metres obstacles. 10' 05.4" (1923)
- 5.000 metres. 15' 18.7" (1921)
- 10.000 metres. 32' 04.2" (1921)[3]